# Porte-bouteilles (œuvre)
Porte-bouteilles, ou parfois Séchoir à bouteilles ou Hérisson, est une œuvre d'art de Marcel Duchamp réalisée à Paris en 1914.

## Description
Cette œuvre n'est plus considérée comme le premier Ready-made, œuvre « déjà faite » puisqu'elle a été fabriquée par l'artiste. L'œuvre originale a disparu, mais l'artiste réalisa des répliques dans les années 1960, aujourd'hui exposées dans les musées.
L'œuvre est composée uniquement d'un porte-bouteilles en fer galvanisé (environ 64 × 42 cm), choisi en 1914 au Bazar de l'Hôtel de Ville (BHV) de Paris, « sur la base d'une pure indifférence visuelle ». L'artiste n'intervenant que pour choisir et intituler l'objet, celui-ci prend le nom de Porte-bouteilles et plus tard Séchoir à bouteilles ou Hérisson.